# Cortes Generales
Las Cortes Generales son el Parlamento español, constituido y regulado en el Título III de la Constitución. Representan al pueblo español, teniendo una configuración bicameral asimétrica. Se componen del Senado —la Cámara Alta—, de representación territorial, y el Congreso de los Diputados —la Cámara Baja—, de representación popular proporcional. 
En representación del pueblo español, ejercen los aspectos esenciales de la soberanía nacional: poseen la potestad legislativa, aprueban los presupuestos públicos, controlan la acción del Gobierno y desempeñan el resto de funciones que les atribuye la Constitución.
El Congreso de los Diputados y el Senado regulan su funcionamiento cada una por medio de reglamentos.

## Poderes
La Constitución española, siguiendo el principio de división de poderes expuesto por Montesquieu, define y regula los tres poderes básicos: legislativo, ejecutivo y judicial. El primero se encomienda a las Cortes Generales, el segundo al Gobierno de la Nación y el tercero a los tribunales de justicia.
Según la configuración derivada de la Constitución, las Cortes Generales son un órgano complejo de naturaleza representativa, deliberante, inviolable y continua.

## Poderes y potestades
Las Cortes Generales, en tanto que representantes del pueblo español, poseen una serie de poderes y potestades que les vienen atribuidas por la Constitución y que no podrían residenciarse legítimamente en otra institución debido a su propia naturaleza y a la condición de España como un Estado social y democrático.

### Poder legislativo
El poder legislativo consiste en elaborar y votar las leyes. Tradicionalmente, la práctica y el texto de las diversas constituciones han dejado sentado el principio de que «la potestad de hacer las leyes reside en las Cortes con el rey». Dicho principio ha tenido una mayor o menor aplicación real en función de la tendencia conservadora o progresista del momento, y en la actualidad aparece completamente superado por tratarse España de un Estado democrático, cuya forma política de gobierno es la monarquía parlamentaria, y en donde el rey carece totalmente de potestades para poder presentar o impedir propuestas legislativas; otorgándole la Constitución la prerrogativa, de índole simbólica, de «sancionar y promulgar las leyes», que efectúa en el plazo de quince días con su consiguiente e inmediata publicación (artículo 91). Así la sanción real es una fórmula certificante de que la ley ha sido aprobada por el órgano legislativo.
Teóricamente, el rey podría negarse a sancionar una ley, pero es algo que no ocurre dado que ello es uno de sus deberes explícitos en la Constitución. Aun así, a pesar de que la sanción real es un acto notarial, el rey también interviene en el proceso legislativo de facto: es mediante su firma por la cual un proyecto de ley se transforma definitivamente en Ley, quedando esta promulgada en el Boletín Oficial del Estado.
La Constitución confiere todo el poder legislativo a las Cortes Generales; este poder comprende las facultades de elaborar y aprobar las leyes y de modificarlas o derogarlas por medio de otras leyes. Las Cámaras de las Cortes Generales ejercen este poder de forma conjunta, tramitando y votando sucesivamente las proposiciones de ley que elabore cualquiera de ellas y tramitando y votando primero el Congreso de los Diputados y luego el Senado los proyectos de ley que remita el Gobierno. En caso de que el Senado presente enmiendas al proyecto de ley, el Congreso de los Diputados aprobará o rechazará todas o solamente algunas por mayoría simple, y si el Senado por mayoría absoluta veta un proyecto o proposición de ley, este es devuelto a la Cámara baja, que lo puede ratificar por mayoría absoluta o puede esperar dos meses y aprobarlo por mayoría simple.
El poder legislativo tiene un único límite: el marco constitucional. En virtud del principio de jerarquía normativa, las leyes no pueden resultar contrarias a la letra o el espíritu de la Constitución, y en tal caso el Tribunal Constitucional podrá declarar su nulidad. No obstante, es importante señalar que las leyes gozan de presunción de constitucionalidad mientras el Tribunal Constitucional no declare lo contrario y que la validez de las leyes, una vez aprobadas por las Cortes Generales y sancionadas por el rey, no puede ser cuestionada ni combatida en los tribunales ordinarios.
La elaboración y aprobación de las leyes tiene lugar en el seno de cada Cámara según lo establecido en su respectivo reglamento, pero dado el tipo de configuración de bicameralismo imperfecto queda claramente establecida la superioridad del Congreso de los Diputados sobre el Senado en el proceso de formación de la voluntad legislativa de las Cortes Generales.
Ambas Cámaras tienen la iniciativa de las leyes, pero el Senado debe remitir al Congreso de los Diputados para su tramitación los proyectos de ley que tome en consideración, por lo que queda como cámara de segunda lectura; puede enmendar o vetar los proyectos de ley aprobados por el Congreso, pero este puede levantar el veto o rechazar las enmiendas por mayoría absoluta, o bien por mayoría simple una vez transcurridos dos meses.
Las leyes aprobadas por las Cortes Generales no son eficaces hasta que reciben la sanción real y la promulgación por orden del rey, que además decreta su inmediata publicación; esta sanción y promulgación requiere, como casi todos los demás actos del rey, de un refrendo, por lo que queda excluido un posible derecho del rey a vetar un proyecto de ley, salvo en la situación teórica en la que se pretendiera la sanción de una ley que, de forma flagrante y conocida, no haya sido ratificada favorablemente por las Cortes Generales. No obstante, este veto podría tener lugar "de facto" si el rey efectivamente se negase a sancionar una ley, pues no tomaría este carácter hasta no obtener sanción real.

### Potestades de control de la acción política del Gobierno
Un régimen parlamentario se caracteriza, junto a la división de poderes, por el mantenimiento de una serie de mecanismos que aseguren la comunicación entre el poder legislativo y el poder ejecutivo. Este objeto se cumple mediante la habilitación del legislativo para controlar la acción política del Gobierno, obligándolo a contar con la confianza de las Cortes para seguir desarrollando su actividad. En la Constitución, el Título V recoge las relaciones existentes entre el Gobierno y las Cortes Generales, estableciendo el artículo 108 que el Gobierno responde solidariamente de su gestión política ante el Congreso de los Diputados.
Ambas Cámaras impulsan y controlan la acción del Gobierno mediante preguntas e interpelaciones y dirigen su acción en un determinado sentido mediante resoluciones y proposiciones no de Ley, a las cuales el Gobierno debe sujetarse en virtud del principio de responsabilidad del ejecutivo ante el legislativo (principio parlamentario).

#### Preguntas, interpelaciones y mociones
La pregunta constituye un elemento relevante de control y de información. Surgió en Inglaterra y consiste en solicitar aclaraciones al Gobierno para saber si un hecho es cierto, si una información ha llegado al ejecutivo, o si es exacta, si el Gobierno ha adoptado o va a adoptar medidas en orden a determinadas cuestiones.
Las interpelaciones constituyen el medio normal, más amplio y enérgico de fiscalización. Las interpelaciones son de origen francés y difieren de las preguntas en cuanto a que la petición de aclaraciones se refiere específicamente a la conducta o intenciones de un ministro o de todo el gabinete y van destinadas a determinar un debate sobre la orientación política seguida. Se diferencia de la pregunta por dos aspectos: la interpelación implica una crítica a la conducta tanto por acción como por omisión del Gobierno o de sus miembros. También difiere en cuanto a su procedimiento, la interpelación puede dar lugar a una moción, que se somete a votación y de ser aprobada, obliga al Gobierno a actuar de acuerdo con el texto aprobado. La pregunta tiene un alcance mucho más limitado.

#### Comisiones de investigación
Las comisiones de investigación o encuesta se configuran como una lógica consecuencia de la actividad fiscalizadora o de control de las Cortes. Su objetivo es recoger la información necesaria sobre cualquier asunto de interés público que pueda servir, para una posterior resolución de las Cortes o para exigir responsabilidades al ministro correspondiente.
La Constitución reconoce a ambas cámaras el derecho de nombrar, conjunta o separadamente, comisiones de investigación sobre cualquier asunto de interés público. Las conclusiones de dichas comisiones no son vinculantes para los tribunales, ni afectan a las resoluciones judiciales, sin perjuicio de que el resultado de la investigación sea comunicado al Ministerio Fiscal para el ejercicio, cuando proceda, de las acciones oportunas. No obstante, sí reconoce la obligatoriedad de comparecer a requerimiento de las Cámaras y permite que la ley prevea sanciones por incumplir dicha obligación.

#### Cuestión de confianza y censura
El Congreso de los Diputados (y no así el Senado) tiene además específicamente encomendada la función de sostener al Gobierno, expresando el otorgamiento y retirada de la confianza de las Cortes Generales en él, lo que lleva a cabo mediante la votación de investidura del presidente de Gobierno y mediante mociones de censura y cuestiones de confianza. La pérdida de la confianza del Congreso de los Diputados obliga al Gobierno a presentar su dimisión al rey.

### Potestad tributaria
En virtud del principio tradicional de que el rey sólo podía imponer tributos con el consentimiento de las Cortes, el constitucionalismo español ha reservado siempre a estas la facultad de imponer gravámenes y cargas sobre la nación. Ninguna autoridad puede exigir el pago de contribución que no haya sido votada y autorizada por las Cortes Generales.
Las Cortes Generales actualmente ejercen esta potestad a través de leyes especiales, en virtud de las cuales se gravan bienes y derechos tan variados como el alcohol, el tabaco, los hidrocarburos, el patrimonio de las personas y sus rentas y beneficios.

### Potestad presupuestaria
Como continuación del principio señalado en el apartado anterior, la potestad presupuestaria de las Cortes Generales comprende la facultad de realizar asignaciones de los fondos del erario público y supone la obligación de cualquier otra autoridad o funcionario público de contar con su autorización expresa para realizar gastos con cargo al presupuesto del Estado.
La única excepción a este principio es el privilegio constitucional del rey de recibir una cantidad global de los Presupuestos Generales del Estado, que por tanto no puede estar dividida en partidas y no puede ser fiscalizada o controlada, y la cual el rey tiene el derecho de distribuir como juzgue más oportuno.

### Potestades en materia de política internacional
En esta materia, las potestades de las Cortes se contienen en los artículos 93 y 94 de la Constitución, que establecen la autorización mediante ley orgánica de la celebración de tratados por los que se atribuya el ejercicio de competencias derivadas de la Constitución a una organización internacional. También se establece la previa autorización de las Cortes Generales para obligarse por medio de tratados o convenios internacionales en determinados casos. Por último, de conformidad con lo dispuesto en el artículo 63, apartado 3, de la Constitución, las Cortes en sesión conjunta deben autorizar al rey para declarar la guerra y hacer la paz.

### Otras
Por último tienen atribuida una intervención limitada en relación con la Corona, debiendo reunirse ambas Cámaras en sesión conjunta para recibir, como parlamento de la Nación, el juramento del rey y para proclamarlo, para recibir el juramento del príncipe de Asturias y de los regentes, para designar a los integrantes de la Regencia en caso de que no haya persona alguna de las llamadas a ella por la Constitución, así como para proveer a la sucesión en el Trono en caso de que las líneas llamadas a ello por la Constitución se extingan. Además, de estar facultadas para reconocer la inhabilitación del rey y poder prohibir expresamente la celebración de matrimonio de aquellas personas que tengan derecho a la sucesión en el Trono.

## Garantías constitucionales

### Garantías de las Cámaras
En garantía del libre ejercicio de sus funciones, la Constitución emplea una fórmula que únicamente encuentra parangón en la persona del rey, al declarar que «las Cortes Generales son inviolables». La inviolabilidad de las Cortes Generales no puede ser allanada ni quebrantada por ninguna autoridad o particular, por lo que son jurídicamente inatacables.
La Constitución garantiza la autonomía plena de ambas Cámaras de las Cortes Generales, al declarar que las mismas «establecen sus propios Reglamentos, aprueban autónomamente sus presupuestos y, de común acuerdo, regulan el Estatuto del Personal de las Cortes Generales».
La garantía de la autonomía de las Cámaras se completa con la proscripción de toda intervención exterior en la vida parlamentaria, al reconocer a las cámaras la potestad exclusiva de elegir a sus respectivos presidentes y los demás miembros de sus Mesas y a dichos presidentes el ejercicio, en nombre de sus correspondientes Cámaras, todos los poderes administrativos y facultades de policía en el interior de sus respectivas sedes.
En cuanto a la libertad de funcionamiento, la Constitución prevé dos períodos ordinarios de sesiones para la reunión de las cámaras: el primero, de septiembre a diciembre; y el segundo, de febrero a junio. También podrán reunirse en sesiones extraordinarias a petición del Gobierno, de la Diputación Permanente o de la mayoría absoluta de los miembros de cualquiera de las Cámaras.
Fuera de las reuniones reglamentariamente previstas en conformidad con la Constitución, las reuniones de parlamentarios no vincularán a las Cámaras y no podrán ejercer sus funciones ni ostentar sus privilegios.

### Garantías de senadores y diputados
Para garantizar la libertad individual de acción de los miembros de las Cortes Generales, la Constitución establece que «nadie podrá ser miembro de las dos cámaras simultáneamente, ni acumular el acta de una Asamblea de Comunidad Autónoma con la de Diputado al Congreso», a fin de facilitar la dedicación más completa posible a las tareas parlamentarias por parte de los representantes del pueblo.
La garantía de dicha libertad individual continúa con la prohibición de que los miembros de las Cortes Generales estén ligados por mandato imperativo, es decir, pueden opinar y votar libremente según su propio criterio aun cuando resulte contrario a los deseos de sus respectivos partidos políticos y de los electores.
Por último, dicha garantía se completa con la inviolabilidad constitucional de los senadores y diputados por las opiniones manifestadas en el ejercicio de sus funciones; con la inmunidad procesal que impide su detención salvo caso de flagrante delito y su inculpación o procesamiento sin previa autorización de la Cámara respectiva; con su aforamiento ante la Sala de lo Penal del Tribunal Supremo; y con el reconocimiento del derecho a percibir una asignación, que será fijada por la respectiva Cámara.

## Composición de las Cámaras

### Senado

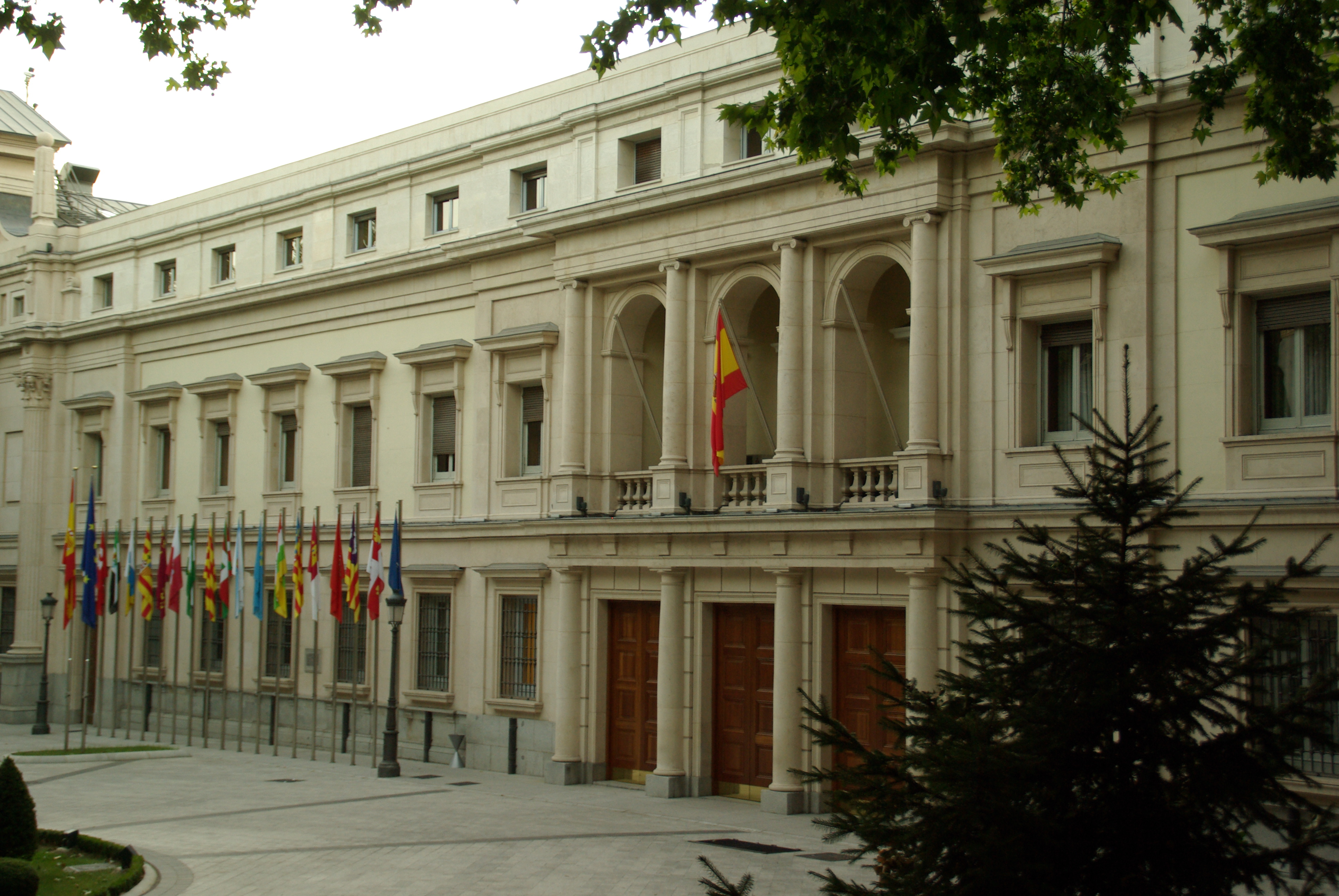
Fachada del Palacio del Senado

El Senado es la cámara de representación territorial, en la que se combina la representación de las comunidades autónomas y de las provincias.
Cada comunidad autónoma designa un senador y otro más por cada millón de habitantes de su respectivo territorio, correspondiendo la designación a la asamblea legislativa o al órgano colegiado superior de la comunidad autónoma, según lo establecido en el respectivo estatuto de autonomía.
En cada provincia se eligen cuatro senadores por sufragio universal, libre, igual, directo y secreto por los votantes de cada una de ellas, según la ley electoral; en las provincias insulares, cada isla o agrupación de ellas, con Cabildo o Consejo Insular, constituye una circunscripción a efectos de elección de senadores, correspondiendo tres a cada una de las islas capitalinas —Gran Canaria y Tenerife, en Canarias, y Mallorca, en las Islas Baleares— y uno a cada una de las siguientes islas o agrupaciones: Ibiza-Formentera y Menorca, en las Islas Baleares, y El Hierro, Fuerteventura, La Gomera, La Palma y Lanzarote, en Canarias; las ciudades autónomas de Ceuta y Melilla eligen cada una de ellas dos senadores.
El Senado es elegido por cuatro años, de manera que el mandato de los senadores termina cuatro años después de su elección o el día de la disolución de la Cámara.

### Congreso de los Diputados

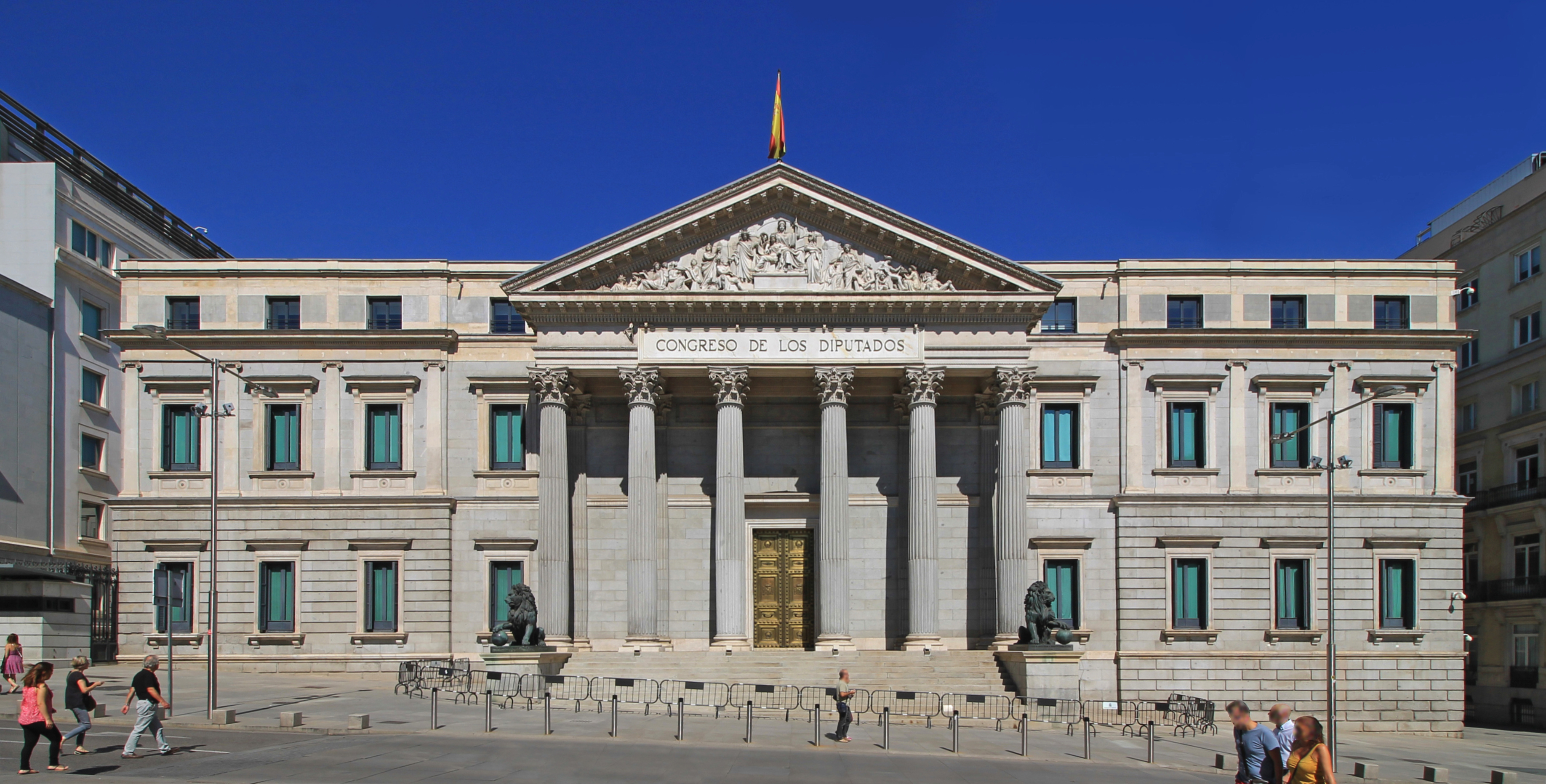
Sede del Congreso de los Diputados

El Congreso se compone de un mínimo de 300 y un máximo de 400 diputados —actualmente 350—, elegidos por sufragio universal, libre, igual, directo y secreto, en los términos que establezca la ley. Son electores y elegibles todos los españoles que estén en pleno uso de sus derechos políticos.
A efectos de la elección de diputados, la circunscripción electoral es la provincia. La ley orgánica de Régimen Electoral General distribuye el número total de diputados, asignando una representación mínima inicial de dos diputados a cada circunscripción, uno a Ceuta y uno a Melilla, y distribuyendo los demás en proporción a la población.
La elección se verifica en cada circunscripción atendiendo a criterios de representación proporcional, siguiendo el sistema D'Hondt que permite evitar fraccionamientos inconvenientes para la estabilidad de la Cámara. Este método tiene una contrapartida negativa: perjudica a los partidos minoritarios —en la circunscripción en que lo sean—, crea el concepto de «voto útil», que puede condicionar el voto de los ciudadanos, y favorece el bipartidismo.
El Congreso es elegido por cuatro años, de manera que el mandato de los diputados termina cuatro años después de su elección o el día de la disolución de la Cámara.

## Funcionamiento

### Régimen
La regulación fundamental del funcionamiento de las Cortes Generales se encuentra en la Constitución y en los reglamentos de cada una de las cámaras.

### Tiempo
La legislatura es el tiempo normal de la vida de cada Cámara, cuya duración es de cuatro años, salvo en caso de disolución anticipada.
El período de sesiones es cada una de las etapas de trabajo dentro de cada legislatura. Se señalan que las Cámaras se reunirán anualmente en dos períodos ordinarios de sesiones, uno de septiembre a diciembre y otro de febrero a junio.

### Lugar

Escudo propuesto para las Cortes Generales en 1999 según un informe de la Academia Matritense de Heráldica y Genealogía que fue solicitado por el presidente del Congreso. No ha llegado a ser adoptado oficialmente.

De acuerdo con la Constitución, que establece Madrid como capital, la sede de las Cortes Generales está en dicha ciudad, tanto para el Congreso como para el Senado. Ambos locales gozan del privilegio de inviolabilidad del artículo 66.3 de la Constitución.

### Pleno y comisiones
El funcionamiento de las Cámaras tiene lugar en pleno y en comisiones, con las limitaciones establecidas en la Constitución —por ejemplo, en los casos de leyes orgánicas y tratados internacionales—. El pleno es la reunión de todos los miembros de una Cámara, bajo la presidencia de su respectiva Mesa; las comisiones son cada una de las secciones operativas en que se dividen los diputados o senadores, bajo la dirección de una Mesa propia.

### Disolución
- Por causa de sus relaciones con el Gobierno: El presidente del Gobierno, previa deliberación del Consejo de Ministros, podrá proponer la disolución de las Cortes, que será decretada por el rey.
- Por exigencias constitucionales:
  - Expiración del plazo de legislatura, de cuatro años, en el cual las Cortes quedarán disueltas y deberá procederse inmediatamente a la convocatoria de elecciones generales.
  - Cuando se propusiera la revisión total de la Constitución o una reforma parcial de las previstas en el artículo 168 de la Constitución, se procederá a la aprobación por mayoría de dos tercios de cada Cámara y a la disolución inmediata de las Cortes.
- Por otras causas especiales.

Las Cortes Generales ejercen todos sus poderes y potestades a través de la elaboración y aprobación de las Leyes, mediante la proposición de los nombramientos de los titulares de determinados órganos del Estado al rey y de otras formas.
En cuanto a las competencias relacionadas con la Corona, como la autorización para declarar la guerra y hacer la paz o la proclamación del rey ante las Cortes Generales, las Cámaras se reúnen en sesión conjunta bajo la presidencia del presidente del Congreso de los Diputados.
Determinadas decisiones de especial trascendencia pero de carácter no legislativo, como la apreciación de la necesidad de que el Estado armonice disposiciones diversas de las comunidades autónomas sobre una materia determinada, son tomadas por mayoría de cada una de las Cámaras; la Constitución distribuye la iniciativa en estos casos de forma desigual, en favor del Senado en la mayoría de los casos, pero ordena que las discrepancias sean resueltas por una Comisión Mixta compuesta por igual número de senadores y diputados, pero si la propuesta elaborada por ella no conduce al acuerdo de ambas cámaras la decisión final corresponde al Congreso por mayoría absoluta.

## Presupuesto
Para el año 2023, las Cortes Generales tienen un presupuesto total de 268,01 millones de euros, repartidos de la siguiente manera:
- Para los gastos comunes de ambas cámaras: 72,05 millones de euros.
- Para los gastos del Congreso de los Diputados: 110,42 millones de euros.
- Para los gastos del Senado: 64,14 millones de euros.
- Para los gastos de la Junta Electoral Central: 0,48 millones de euros.
- Para los gastos del Defensor del Pueblo: 20,92 millones de euros.